# Louis Chaillot
Louis Chaillot, född 2 mars 1914 i Chaumont, död 28 januari 1998 i Aubenas, var en fransk tävlingscyklist.
Chaillot blev olympisk guldmedaljör i tandem vid sommarspelen 1932 i Los Angeles.